# 上五島町
上五島町（かみごとうちょう）は、長崎県の五島列島中通島の西端にあった町。南松浦郡に属した。
2004年8月1日に若松町、新魚目町、有川町、奈良尾町と合併し新上五島町となった。旧上五島町役場に新上五島町議会が設置されている。

## 地理
五島列島の中通島の西端に位置する。

## 歴史
- 1889年（明治22年）4月1日 - 町村制施行により南松浦郡青方村、浜ノ浦村が成立する。
- 1941年（昭和16年）4月1日 - 青方村が町制施行し青方町となる。
- 1956年（昭和31年）6月1日 - 町村合併促進法により、青方町と浜ノ浦村が合併し上五島町となる。
- 2004年（平成16年）8月1日 - 若松町、新魚目町、有川町、奈良尾町の4町と合併し新上五島町となる。

## 地名

### 旧青方町
- 相河郷[1]
  - 破波ノ上
- 青方郷
- 網上郷
- 奈摩郷
  - 上原
- 船崎郷
  - 船崎
  - 色摩

### 旧浜ノ浦村
- 飯ノ瀬戸郷
- 今里郷
- 続浜ノ浦郷
  - 続 – 山神神社が所在
  - 浜ノ浦 – 天満神社が所在
- 三日ノ浦郷
  - 松ヶ崎 – 金刀比羅神社が所在
- 道土井郷

## 教育
中学校
- 上五島町立上五島中学校

小学校
- 上五島町立今里小学校
- 上五島町立上郷小学校
- 上五島町立青方小学校
- 上五島町立浜ノ浦小学校

## 観光・名所
- 観音岳公園（岩家観音）
- 矢堅目公園
- 大曽教会
- 青砂ヶ浦教会
- 船崎海水浴場
- 三本松海水浴場
- 上五島石油備蓄基地
- 平家塚

## 名産
- 五島うどん（船崎うどん）[2]